# 건담 Mk-II
건담 Mk-II(영어: Gundam Mk-II, 일본어: ガンダム・マーク・ツー)는 《건담 시리즈》에 등장하는 모빌 슈트(MS)로 분류되는 가공의 유인 조종식 인간형 로봇 병기이다. 1985년에 방영된 TV 애니메이션 《기동전사 Z 건담》에서 처음으로 등장했다.
작품 내에서 적측 세력인 지구연방군 특수부대 "티탄즈"의 시제기로, 《기동전사 건담》의 주역기인 RX-78-2 건담의 발전형이다. 외부 장갑과 내부 프레임(골격)을 독립시킨 "무버블 프레임"이라고 하는 획기적인 구조를 채택하고 있으며, 이후의 다른 모빌 슈트(MS)에도 같은 구조가 채택되었다.
이야기 초반에 최종적으로 티탄즈의 에마 신 중위의 반역에 의해 3기가 반지구연방 조직인 "에우고"의 손에 넘어가고, 그 중 1기가 주인공인 카미유 비단의 탑승기가 된다. 이야기 후반에 카미유가 Z 건담으로 갈아타고 나서는 에마 신이 탑승한다. 후속편인 《기동전사 건담 ZZ》에서는 건탐 팀 중 한 명인 엘 비안노가 메인 파일럿을 맡는다.
본 문서에서는 이후의 외전 작품에 등장하는 베리에이션기에 대해서도 설명한다.

## 디자인
처음에는 본래의 주역기인 "Z 건담"이 처음부터 등장할 예정이었지만, 디자인과 상품 개발에 난항을 겪은 결과, 3쿨째까지 밀리게 되어, 그 동안 주역기를 담당하는 건담의 필요성이 생겼다. 전작으로부터 MSV를 거쳐 "Z"의 시대로 이어지는 디자인이 모색되어 본기가 탄생하게 되었다. RX-78-2 건담의 의장을 계승하는 본기는 이단의 디자인인 Z 건담에 대한 위화감을 완화시키는 역할도 했다. 덧붙여 토미노 요시유키의 기획안에는 "델타 건담"이라고 하는 별명도 주어져 있었다.
본기의 등장이 결정된 이후의 구체적인 디자인 작업은 당초에 오오카와라 쿠니오와 나가노 마모루에 의해 진행되었다. 오오카와라와 나가노는 러프 스케치를 주고 받아 대략적인 디자인을 정리하고, 그것을 바탕으로 메카니컬 작화감독인 우치다 요리히사와 작화감독인 기타즈메 히로유키가 작화용으로 선을 줄이는 등의 수정을 한 러프 화고를 그렸다. 이 중, 우치다의 러프 화고에 채색한 것이 준비 화고로 《기동전사 Z 건담》 제작 결정 보도에 맞추어 모형정보 등의 각 매체에 공개되었다. 또한, 콘도 카즈히사에 의한 코믹 봉봉판 《기동전사 Z 건담》에서는 준비 화고 중 2안(그 중 1안은 상기의 모델화된 것)이 건담 Mk-II의 1호기 및 2호기로 등장했다.
준비 화고의 발표 후에도 작업은 계속되어 남겨진 오오카와라와 나가노의 러프 화고를 기본으로 후지타 카즈미가 손을 더한 것이 프로그램 제작 발표 및 선전 팜플렛에 사용되었다. 그리고 후지타는 한층 더 디자인을 더해 결정 화고를 그렸다. 후지타는 《월간 하비재팬》 1988년 5월호에서 "어떤 디자인을 그려도 아무도 납득하지 않는 것이 아닐까"라고 느끼고 있었다고 밝혔다.
덧붙여 결정 화고에서도 손의 세부까지는 그려져 있지 않았기 때문에, 2005년에 공개된 극장판 《기동전사 Z 건담》의 신작 파트에서는 메카니컬 작화감독인 나카 모리후미나 원화맨인 아베 쿠니히로가 새롭게 업용의 설정을 일으켜 그리고 있으며, 후의 OVA판 《기동전사 건담 UC》에서도 참고가 되었다고 한다.

## 설정 해설
지구연방군에 의해 RX-78-2 건담의 후계기로 개발된 기체이다. 3기가 시제되었다는 자료 외에 4호기의 존재를 언급한 자료도 있다. 또한, 형식 번호인 "RX-178"을 일본어식으로 읽을 때는 자릿수를 나타내지 않고 "알엑스-일칠팔"처럼 읽는다(비교: "RX-78"은 "알엑스-칠십팔"로 읽는다).
개발은 티탄즈 주도로 행해져, U.C.0085년에 개시되었다. 자미토프 하이만의 의향에 따라 구 지온공국계의 기술자는 제외되어 지구연방계 기술자들로 선별되어 개발이 이루어졌다. 개발 주사는 프랭클린 비단 대위가 맡았으며, U.C.0087년 1월 20일에 완성되었다.
본 기체는 대외적으로는 티탄즈의 플래그십기로 개발되었다. 그 의의는 단순한 전술 무기에 머무르지 않고 어스노이드의 스페이스노이드에 대한 시위의 상징이기도 했다. 따라서 그 완성식에 즈음하여 건담 Mk-II는 티탄즈 측으로 하여금 "우리의, 우리에 의한, 우리를 위한 건담"이라고 칭해지게 된 것이다. 또한, 주로 스페이스 콜로니 내부에서의 전투를 상정한 설계가 되어 있다.
모빌 슈트(MS)용 신소재의 연구가 진행되지 않았기 때문에 장갑이나 프레임에 종래의 "티탄늄 합금 세라믹 복합재"를 이용하는 등, 기술적으로 구식인 부분도 적지 않지만, 전신에 무버블 프레임을 채택한 최초의 기체이다. 다리의 가동부의 노출이 눈에 띄는 것은, 빔 병기를 효과적으로 방어할 수 있는 장갑이 존재하지 않는 이상, 중장갑화에 의해 기체 중량의 증가를 초래하는 것보다, 경량화에 의해 기동성을 향상시켜, 피탄율을 저하시킨다는 당시 주류가 되고 있던 설계 사상에 근거하고 있다.
같은 시기의 기체에 존재했던 에너지 서플라이 시스템은 에너지 CAP 실장과 구조의 복잡화를 피하기 위해 폐지되었다. 백팩에는 4기의 메인 스러스터에 더해 빔 사벨 홀더를 겸한 플렉시블 버니어 스러스터를 장비한다. 이 스러스터를 개발하는 데 타킴 중공의 톱 엔지니어를 기술 사관으로 초빙하는 등 파격적인 대우가 행해졌다. 또한, 다리 부분의 무버블 프레임은 구조적으로 유연성을 갖고 있었지만, 구조재의 강도에 문제가 있었기 때문에 순발적인 외력에 대하여 강성이 부족했다고 한다. 이 무버블 프레임은 총 6차례에 걸친 설계 변경이 이루어졌지만 문제점을 해결하는 데는 실패했다.
U.C.0087년 3월 2일, 사이드 7 그린노아 1내에서의 운용 시험 중에 프랭클린 비단의 아들인 카미유 비단에 의해 탈취되어 그대로 에우고의 손에 넘어간다. 그 후에는 우여곡절이 있었지만, 결국 티탄즈 소속의 에마 신의 전향으로 3기가 에우고의 손에 넘어간다. 4호기는 강탈 사건 이전에 그린노아 1내에서 실시된 고속 기동 시험 중에 추락 사고를 일으킨 것으로 알려져 있다.
무버블 프레임을 비롯한 본 기체의 데이터는 Z 건담 등의 가변형 모빌슈트(TMS)의 개발에 크게 공헌하였다. 최종 장갑을 교환하는 것으로 각종 전투에 대응이 가능하게 설계되어 있었지만 에우고에 의한 탈취 후에는 생산 라인에 태울 만한 기체가 아니라고 판단되어 재조정을 실시해 3기분의 파츠로부터 1기를 운용했다. 또한, 지구연방군(에우고, 카라바)은 짐 III에 설계의 일부를 도입하고 있다.

### 무버블 프레임
짐 쿠엘의 팔 부분이나 건담 TR-1 (헤이즐 2호기)의 포드 가동 프레임 등의 기술을 보다 발전시킨 것이다. 이 무버블 프레임을 전신에 채택한 기체는 본 기체가 최초이다. 본 기체에 탑재된 무버블 프레임의 구조는 참신하고 우수하며, 같은 시기에 개발된 릭 디아스나 프로토 Z 건담에 탑재된 프레임의 설계를 능가하고 있다. 원래 지온계 모빌 슈트(MS)는 모노코크 구조, 연방계 MS는 세미 모노코크 구조로 설계 개념이 다르며, 이 시대의 MS는 양자를 필요에 따라 구분하였다. 순수한 연방계 기술만으로 개발함으로써 통일된 프레임으로 기체를 구성하는 무버블 프레임의 발상에 이르렀다고도 한다.
무버블 프레임은 장갑이나 무장을 기체의 기본 구조(프레임)와 분리시킴으로써 프레임 자신을 가동 우선의 이상적인 구조로 설계하는 것이 가능하며, 장갑은 가동에 따라 슬라이드하여 프레임을 보호하는 것이다. 이에 따라 기체의 운동 성능이 크게 향상되었고, 유지 보수성도 향상되었다. 이 무버블 프레임에는 필드 모터 기술이 사용되어 프레임 자체가 신축하는 데다 꼬임으로써 스트레스를 줄이는 것이 가능하다. 또한, 프레임 각 부분에 설치된 힌지나 실린더는 자중이나 가속 충격 시의 응력을 분산시키는 기능도 겸하고 있다.
프레임에는 각종 센서가 내포되어 얻어진 데이터를 머리 부분에 설치된 코프로세서를 통해 메인 프로세서에 전달함과 동시에 프로세서로부터 각 엑추에이터에 지령을 내려 응력이나 충격의 분산을 최적화하는 기능을 가지고 있다. 그러나 이러한 데이터는 메인 프로세서에서 제어할 수 없을 정도로 엄청난 양이므로 데이터에 우선 순위를 부여하여 처리가 이루어지고 있다.
본 기체는 프레임 제질의 문제로부터 관절축의 마모가 발생했지만, 이 편마모의 정보는 데이터 처리의 우선도의 관계로부터 기체 제어에 충분히 반영되지 않았다. 그러나 무버블 프레임의 채택에 의해 가동축이 늘어났기 때문에, 기체 전체로서 편마모에 의한 영향을 무시할 수 없게 되었고 파일럿들은 이를 보정하면서 조종을 해야 했다. 이와 같은 기체의 불안정성이 후술하는 추락 사고를 비롯한 사고 빈발의 요인이 되고 있다. 나중에 에우고는 이러한 결함을 개량해 본 기체를 주전력으로 활용했다. 결과적으로 본 기체는 에우고에 강탈되는 것으로 진정한 의미로 완성된 모빌 슈트(MS)가 되어, 그 성능을 발휘하게 되었다.
또한, 본 기체는 코어 블록 시스템을 폐지하고, 일년전쟁 말기에 제한된 구형(球形) 콕피트를 발전시킨 전방위 모니터와 리니어 시트를 채택하고 있다. 코어 블록 시스템은 "기체 제어"와 "파일럿의 보호"의 2가지 역할을 겸했지만, 이젝션 포드의 채택으로 이들을 분리할 수 있게 되면서 기체 제어를 사지에까지 맡기는 무버블 프레임으로 승화하게 되었다.

### 운용 실적
일년전쟁 시의 RX-78-2 건담을 연상시키는 흰 기체가 된 본기는 역설적으로 개발한 티탄즈와의 전투로 높은 전과를 올렸다. 건담의 정당한 후계기이자 "어스노이드의 스페이스노이드에 대한 시위의 상징"이기도 한 본기를 손에 넣은 것은 에우고에게도 큰 의미를 가지게 했다.
에우고로 넘어간 3기 중 1기는 달의 애너하임 일렉트로닉스사(AE사)에서 기체 구조의 연구에 사용되었고, 1기는 보수 부품 확보용으로 해체되었으며(다만 해체 도중에 왼팔이 없는 상태로, 카미유가 탑승해 출격한 적이 몇 회 있다), 남은 1기(3호기)는 아가마 함 내에서 티탄즈 컬러(진한 남색)에서 흰색을 기조로 한 컬러(회색에 가까운 흰색에 남색과 빨간색)으로 재도장되어 실전에 투입되었다.
에우고에서는 아가마나 라디쉬에서 운용되어, 뉴타입으로서 가장 뛰어난 자질을 가지고 있던 카미유의 능력도 있었기 때문에 그리프스 전역 중반 무렵까지 최신예기와 호각 이상으로 싸워 많은 전과를 올렸다. 다만, 본 기체 자체는 돌출된 성능을 가지지 않았고, 장갑도 제2세대 모빌 슈트(MS)와 비교해 취약했으며, 콜로니 내에서의 전투를 상정하고 있었기 때문에 화력면에서도 표준적인 영역을 벗어나지 않았다. 또한, 구조재의 문제로부터 설계치의 성능을 발휘할 수 없다는 결점도 안고 있었다. 그러나 기체의 범용성이 매우 높고, 무버블 프레임에 의한 뛰어난 운동성 덕분에 종합적인 성능면에서는 당시의 최신예기에도 충분히 대응이 가능했다. 본 기체는 배치 후에도 여러 차례에 걸친 개수에 의해 성능 향상을 도모해 나갔고, 고성능화가 진행된 티탄즈의 모빌 슈트(MS)에 대행해 나갔다. 앞서 언급한 추락 사고의 원인이 된 구조적 결함도 에우고에 의해 개선되었다. 나중에 구식화된 장갑의 보강 및 화력, 기동력의 강화책으로서 G디펜서가 개발되어 이에 따라 그리프스 전역 종반까지 에우고의 주력기로서 활약하게 되었다.
본 기체는 제1차 네오지온 항쟁 시에도 아가마와 넬 아마가에 배치되었다. 네오지온의 최신예 모빌 슈트(MS)와 비교해 구식화는 부정할 수 없었지만, G디펜서로 바뀌어 새롭게 배치된 애너하임 일렉트로닉스사(AE사)제의 지원용 모빌 아머(MA)인 메가 라이더와의 매칭(궁합)은 지극히 양호해, 건담 팀의 일익을 담당하며 제1차 네오지온 항쟁의 최종 결전까지 싸워 낸다.
성능 부족이 지적된 이후에도 본 기체가 제1선에서 계속 운용된 사실은 플래그십으로서의 존재 의의와 함께 본 기체의 범용성과 기본 성능의 우수성을 증명하고 있다. 또한, 조작의 용이함도 큰 이점이며, 본 기체의 메인 파일럿을 맡은 카미유 비단이나 엘 비안노(어느 정도의 조종의 기초는 있었다고 해도)는 매우 단기간에 같은 정도 이상의 카탈로그 성능을 가진 군용 모빌 슈트(MS)에 대해 우세하게 싸울 수 있을 정도까지 된다.

### 무장
본 기체는 티탄즈로부터 에우고로 넘어간 경위로부터, 운용 시기에 따라서 다른 무장을 장비하고 있었다고 여겨진다. 단, 형식 번호가 다른 것을 제외하고 형상이나 기능은 거의 동일하다.
빔 라이플
형식 번호: BLASH・XBR-M86b, BAUVA・XBR-M-86-C2 (티탄즈 운용 시기), A・E-Br・XBR-87-C
개폐식 타겟 센서와 가동식 포어 그립을 갖추고 있다. E(에너지) 팩을 채택하고 있으며, 출력은 2.6 메가 와트이다. E 팩의 출력은 2.2 메가 와트로 여겨진다. 좌측면에 모드 셀렉트 스위치가 있어서 왼쪽을 누르면 E 팩 1기에 대해 최대 출력으로 3발, 오른쪽을 누르면 저출력으로 7발의 발사가 가능하다. 출력의 전환이 OS 소프트웨어 의존식이 아닌 것은 기체와 무장의 양쪽 모두가 시제품이므로 운용 테스트 중에 불량이 발생하는 것을 상정한 후의 조치로 여겨진다. 또한, 양측면 후방에 허리 측면에 장착되는 래치를 포함한다.
웹 기획 《A.O.Z Re-Boot 건담 인레 검은 토끼가 꾼 꿈》에서는 복수의 메이커에 의해 같은 모델의 제조가 행해져, 메이커마다 다른 형식 번호가 붙여졌다고 해설되며, 기사 중에 BLASH・XBR-M86b의 형식 번호가 소개되어 있다.
87D-빔 라이플
형식 번호: A・E-Br・XBR-87-D
보우와사와 블래쉬사가 티탄즈의 의뢰로 경쟁적으로 만든 Mk-II용 모델을 애너하임 일렉트로닉스사가 복제한 것이다.
대외적으로는 애너하이 일렉트로닉스 BR사가 단독으로 개발한 것으로 되어 있지만, 실제로는 극비리에 각 사의 협력을 받았으며, 탈취한 Mk-II의 기체 내 데이터베이스의 정보를 이용하여 복제되었다.
《A.O.Z Re-Boot 건담 인레 검은 토끼가 꾼 꿈》에서는 Mk-II 본체와 함께 애너하임 일렉트로닉스사의 손을 거친 제식 사양(XBR-M-86-C2)을 양산했다고 한다.
빔 사벨
형식 번호: XB-G-1048L (티탄즈 운용 시기), A・E-Br・G-Sc-L
백팩의 버니어 암에 1기씩 총 2기가 장비된다. 출력은 0.45 메가 와트이다. 형상은 전용으로 디자인되어 있지만, 내장된 빔 발진 디바이스는 표준적인 규격품을 개조한 것이다. 그리프스 전역 전기의 주력 모빌 슈트(MS)보다는 출력이 약간 높지만, 후기의 신예기에 비하면 열등하다. 빔 자벨린으로는 사용할 수 없다.
백팩에 에너지 공급 장치가 장착되어 있어서 장착한 상태로 에너지를 충전할 수 있다. 또한 본체에 소형 제너레이터를 내장하고 있어서 다른 기체와 비교해 최대 출력으로 장시간 사용이 가능하다. 손잡이 부분에 스위치가 있어서 매니퓰레이터로 온/오프 전환이 가능하다.
작품 내에서는 앗시마에게 백팩을 빼앗기며 위기에 빠졌다.
하이퍼 바주카
형식 번호: H-Baz-85-Gry/Ver.045 (티탄즈 운용 시기), H-Baz-87-A・E/Ver.004 H-Baz-87-A・E/Ver.009
수년 전부터 연방군에게 채택되고 있는 표준 무장의 갱신 장비이다. 작약의 위력은 RX-78-2 건담의 것과 동등하지만 카트리지식의 탄창을 이용하는 방식이 되어 작품 내에서는 일반탄 외에 신탄도 사용되고 있다. 사용하지 않을 시에는 허리 부분 리어 아머의 마운트 래치에 장착된다. 또한, 예비 탄창은 허리 좌우에 마운트가 가능하다(래치는 빔 라이플과 규격이 동일하다).
빔이 감쇠하는 대기권 내나 수중 전투에서 사용되고 있다.
거의 같은 디자인의 것(그립의 디자인이 다소 다른)이 《기동전사 건담 0083 스타더스트 메모리》에 등장해 짐 改, 파워드 짐, 스테이멘(오프닝 필름만)이 소지하고 있다.
발칸 포드 시스템
형식 번호: VCU-505EX-Gry/Ver.009 (티탄즈 운용 시기), VCU-505EX-V・B/Ver.012, VCU-505EX-V・B/Ver.021
본 기체의 머리 부분에는 무버블 프레임을 통합 관리하는 프로세서 프레임이 추가되어 있기 때문에 발칸포는 외장식의 옵션 무장으로 되어 있다. 종래의 기체에서는 머리 부분에 내장되어 있기 때문에 장탄수가 지극히 적지만, 외장식으로 함으로써 장탄수가 1,400발로 증가하였다. 구경은 RX-78-2 건담과 동일한 60 mm이다. 총구는 좌측에 비스듬히 2문이 있고(2문의 포구로부터 교대로 탄환이 발사된다), 우측은 탄창으로(밸런서를 겸한다), 이 좌우 유닛을 급탄 벨트로 연결한 구조로 되어 있다. 좌측 측면과 우측 측면에 릴리스 스위치를 구비하고 있다. 탄환은 카트리지가 없기 때문에 빈 탄피는 배출되지 않는다.
일반적인 발칸포와 마찬가지로 주로 근접 방어에 적합하지만, 일부 예를 제외하고 모빌 슈트(MS)에 치명타를 줄 수는 없다.
실드
형식 번호: RX・M-Sh-VT/S-0001B (티탄즈 운용 시기), RX・M-Sh-VT/S-001, RX・M-Sh-VT/S-008
건담 시작 1호기에 채택된 슬라이드에 의한 신축 기구를 갖추고 있어, 관성 모멘트의 조정이 가능하다. 표면에는 내빔 코팅이 실시되어, 수회의 빔 직격을 견디는 성능을 가지고 있다. RX-78-2 건담에서 채택되었던 실드와 마찬가지로 들여다 보는 창이 붙어 있으며, 그립은 없고 팔 부분의 마운트 래치를 통해 장착한다. 뒷면에는 빔 라이플의 E 팩 2기를 장착할 수 있지만, 이 상태에서는 들여다 보는 창을 사용할 수 없다.
TV판 《기동전사 Z 건담》 제49화 및 극장판 《기동전사 Z 건담 III 별의 고동은 사랑》에서는, 실드를 마운트하는 왼팔이 파괴되었기 때문에 응급 처치로서 왼쪽 어깨 근처에 실드를 장착한 상태로 출격하고 있다.
실드 런처
극장판 《기동전사 Z 건담》에만 등장한다(리얼 그레이드(RG) 건프라에도 부속됨). 실드 뒷면에 3기를 장비한다.
롱 라이플
G디펜서의 주포인 고출력 빔 라이플이다. G디펜서의 무장 때문에 기본은 합체 상태에서 운용되지만, TV판 《기동전사 Z 건담》 제33화, 극장판 《기동전사 Z 건담 III 별의 고동은 사랑》에서와 같이 G디펜서와 분리해서 사용도 가능하다.

### 작품 내에서의 활약
TV판 《기동전사 Z 건담》 제1화부터 등장한다. 짙은 남색을 기조로 한 "티탄즈 컬러"로 도장되어 있었다. 파일럿은 1호기가 에마 신, 2호기가 카크리콘 카크라, 3호기가 제리드 메사였지만 최종적으로는 3기 모두 에우고로 넘어가 버리고 만다. 이후, 에우고는 1호기를 기체 해석을 위해 애너하임 일렉트로닉스사로 반입하고, 2호기는 예비 부품용으로 해체하였으며, 3호기에 대해서는 퍼스트 건담(RX-78-2 건담)을 방불케 하는 흰색을 기조로 한 트리컬러로 다시 도장해 아가마의 전력으로 삼고 있다.
Z 건담이 등장할 때까지의 전반부는 주로 카미유가 탑승해 주역기로 활약한다. 카미유가 Z 건담으로 갈아탄 뒤로는 에마 신이 탑승했고, 그리프스 전역 개전 시에는 이미 다소 구식화되었지만 에우고 소속 모빌 슈트(MS) 중에서는 눈에 띄는 전과를 올렸다. 성능적으로 열세가 된 전쟁 후기에서도 G디펜서와 연계하여 최신예기를 상대로 호각으로 싸워 다수의 모빌 슈트(MS)나 전함을 격파한다.
일시적인 탑승자로는 제4화에서 프랭클린 비단이 에마, 카미유와 함께 알렉산드리아로부터 탈주해 아가마로 향할 때 2호기에 탑승했다. 또한, 제5화, 제6화에서는 크와트로 바지나가 탑승기인 릭 디아스를 프랭클린에게 탈취, 격파당했기 때문에 갓 도장된 3호기에 2번 탑승(그 사이에 카미유는 1호기에 탑승)했다. 제15화에서는 카츠 코바야시가 무단으로 3호기에 탑승해 아우도무라로부터 출격하여 갸프랑과의 전투로 바다에 낙하하지만 같은 기체의 왼쪽 다리를 쏘아 격파하는 발판을 만든다.
콜로니 레이저를 둘러싼 최종 결전에서는 야잔 게이블의 함브라비와의 교전으로 왼팔을 잃고, 백팩에 데미지를 입지만 모함인 라디쉬가 방패가 되어 주어 격파는 면한다. 그 후, Z 건담에 의해 아가마까지 옮겨져 실드를 왼쪽 어깨에 직접 붙이고, 샤클즈를 타고 재출격한다. 레코아 론도의 파라스 아테네와 대결해, 빔 사벨로 흉부를 관통시켜 승리하지만, 콕피트로부터 우주로 나온 에마는 폭발 시의 파편의 직격을 받고 중상을 입는다. 에마와 본 기체는 반파된 알렉산드리아급 순양함 내로 Z 건담에 의해 운반되지만 에마는 거기서 죽고 만다. 본 기체는 그대로 남겨져, 전투 종료 후에는 왼쪽 다리도 잃고 우주를 떠돌고 있는 것을 화 유이리의 메타스에 의해 회수되어 아가마로 귀환한다. 극장판 《기동전사 Z 건담 III 별의 고동은 사랑》에서는 에마의 시신과 함께 콜로니 레이저의 포격에 휘말려 소멸한다.
《기동전사 건담 ZZ》에서는 제13화에서 라비안 로즈와 접촉한 아가마에 재배치되고 있지만, 특별한 언급은 없다(G디펜서도 보충되어 있지 않다). 같은 화에서 엘 비안노가 무단으로 탑승해, 첫 조종이라 아가마의 데크 내에서는 마구잡이식 거동을 하지만 출격하면서 매뉴얼을 읽으며 급새 익숙해져 첫 출격임에도 불구하고 고튼 고의 가자D를 격파한다. 그 후에는 엘 또는 몬드 아가케가 메인 파일럿이 되어, 건담 팀의 일원으로서 에우고 전력의 핵심을 담당하면서, 제1차 네오 지온 항쟁 종반까지 제1선으로 싸워 나간다. 마지막에는 액시즈 내부에서 퀸 만사와의 전투에서 중파되어 탈출을 위해 Z 건담과 함께 포기되었다.
《기동전사 건담 ZZ》에서의 일시적인 탑승자로는 제21화에서 아가마의 포로가 된 카라 순이 세실리아를 인질로 잡고 본 기체를 강탈해 탈주를 도모하지만, 그라나다 시가의 좁은 통로에서 움직일 수가 없게 되어 버리고 도주하였다. 또한, 제33화, 제34화에서는 비차 올레그가 평소의 탑승기인 백식이 아닌 본 기체에 탑승해 아리아스 모마대와의 교전에서 왼팔이 절단된다. 그 직후, 사이코 건담 Mk-II의 파동을 느낀 엘피 플이 미수리 상태로 무단으로 탑승해 엔도라급 "산도라"를 습격하지만, 아리아스대에 의해 반격을 당해 머리 부분이 절단되어 행동불능 상태가 된다.
《기동전사 Z 건담》에서는 등장할 때부터 성능에 대해 멸시받는 장면이 많았는데, 카미유의 아버지이며 본기의 개발자인 프랭클린 비단에게는 "(데이터는 충분히 수집되어 이미 그것을 기초로 신형기가 개발 중이기 때문에) 저런 것, 이제 필요없죠", 크와트로 바지나에게는 "(장갑 재질에 관해서) Mk-II는 어차피 Mk-II인 것인가", 팝티머스 시로코에게는 "(RX-78-2 건담의) 마이너 체인지"라고 언급되었으며, 《기동전사 건담 ZZ》에서도 네오지온의 파일럿에게 "Mk-II 같은"이라고 멸시받고 있다. 다만, 실제로 탑승한 크와트로는 "가속 성능은 발군"이라고 높은 평가를 내렸고, 소설판 《기동전사 Z 건담》에서도 파워에서 릭 디아스를 능가하는 묘사가 있다.
OVA 《건담 이볼브 II》에서는 달에서의 AMBAC에 의한 고기동 전투 테스트의 모습이 그려지며, 기체 각처에 시험용 마킹이 된 3호기 외에, 트리컬러로 재도장되었지만 양 어깨만 티탄즈 컬러 그대로인 1호기도 등장한다. 만화 《기동전사 건담 에콜 뒤 시엘》에서도 같은 도장의 1호기가 등장하며, 월면도시 암만의 애너하임 일렉트로닉스사 공장에서 해석 및 성능 테스트가 행해지고 있다. 테스트 파일럿은 에우고의 잭 베어드와 우주 해적 마리 일당인 아스나 엘마리트가 맡고 있다.
만화 《기동전사 제타 건담 1/2》에서는 제리드들에게 인도되기 전의 본기(몇 호기인지는 불명)와 퍼스트 건담을 복원한 하프 건담과의 모의전의 모습이 그려져 있다. 파일럿은 에드거 에드몬드 스미스이다. 연전연패를 당하는 본기에 단단히 뿔이 난 프랭클린 비단은 빔 라이플을 장비한 실전 장비 모의전을 강행하고, 본기는 하프 건담의 콕피트를 쏘아 승리한다. 다만, 본작은 우주세기에서의 창작이 의심되는 〈에드거 에드몬드 스미스의 일기〉라고 하는 형식으로 되어 있다.
만화 《기동전사 건담 MSV-R 조니 라이덴의 귀환》에서는 샤아 아즈나블과의 전투에서 탑승기인 짐 나이트 시커가 대파된 바스키 대위의 대체기로서 고프 의장이 애너하임 일렉트로닉스사로부터 조달해 준다. 바스키는 농담이 지나치다며 쓴소리를 하지만, 급한 상황에서 어쩔 수 없이 수락했다. 기체는 블루와 그린으로 도장되었다. 개발이 동결되었던 풀 아머용의 파츠도 애너하임 일렉트로닉스사에 발주한 것이 준비되어 있다.
만화 《기동전사 건담 UC 사자의 귀환》에서는 우주세기 0096년 12월에 버나지 링크스의 귀환을 확인하기 위해, 모빌 슈트(MS)로 지온공화국에 숨겨져 있던 메가라니카를 찾은 리디 마세나스 앞에 버나지 본인이 조종하는 기체가 모습을 드러낸다. 오른쪽 어깨부터 끝이 도벤 울프 계열로 변경되었으며, 빔 매그넘의 사용에 대응한다. 본기의 출처에 대해서는 사이드 3에 남겨져 있던 기체라는 것을, 코미컬라이즈를 담당한 타마코시 히로유키가 트위터(현 X)에서 밝히고 있기 때문에, 제1차 네오지온 항쟁에서 퀸 만사와의 싸움 시에 중파된 엘 비안노기가 수복, 개수되어 미네바 일파의 손에 넘어가 메가라니카의 경비용으로 운용되었다고 생각된다. 또한, 컬러링에 대해서는 컬러로는 명확하게 제시되어 있지 않지만, 타마코시씨는 트위터에서 유니콘 건담 1호기와 같은 컬러임을 밝히고 있다.
《사이버코믹스 012》에 게재된 마츠모토 히사시의 만화 〈건담 바보 일대〉(《건담 제너레이션 4》 재록시에는 〈건담 공수도 일대〉)에서는 아사카 겐이 본기와 함께 연방군을 탈주해 지구에서 격투 수행을 행하고 있다. 왼쪽의 블레이드 안테나가 떨어져 있다. 내용은 《공수도 바보 일대》나 《타이거 마스크》, 《북두의 권》 등의 패러디이다.
GACKT의 《Metamorphoze ~메타모르포제~》의 PV에서는 GACKT 자신이 본기에 탑승하고 있지만(그가 탑승하는 콕피트 이외의 영상은 애니메이션으로부터 유용), 격파되는 묘사가 있다. GACKT는 탈출 포드로 인해 부상을 입지 않았다.
게임 《선라이즈 영웅담 2》에서는 게임 오리지널 설정으로 건담(2호기)에 준한 배색의 아무로 전용기와 붉은색으로 도장된 샤아 전용기가 등장한다.

## 추가 장비

### 플라잉 아머
형식 번호: FXA-00
에우코가 건담 Mk-II의 규격에 맞추어 개발한 대기권 재돌입용 장비이며, 제일 초기의 플라잉 아머이다. 에우고의 전략 중 자브로 등 지상의 지구연방군 거점에 대한 전격적인 침공 수단의 개발은 급선무였다. 같은 장비로는 이미 밸류트가 존재했지만, 이것은 돌입 시에 자유 낙하 상태가 되거나 돌입 후에는 낙하산을 사용하기 위해 무방비가 되어 공격당할 가능성이 있었다. 또한, 대형 HLV를 사용할 수 없는 에우고의 제반 사정도 있어서 진행하고 있던 Z 계획 중 대기권 돌입 능력을 검증하기 위해 플라잉 아머가 개발되었다. 바닥면에는 호버 노즐도 갖추고 있어 대기권 내에서는 서브 플라이트 시스템으로서도 기능한다.
FXA-00형의 개발 데이터는 "FXA-01"계라고 하는 후계 장비에 반영되었다. 이 중 Z 건담 1호기에는 (FXA-) 01형이나 01B형, 01C형, 01K형, 01K-VW형이, 3호기의 스트라이크 제타 사양에는 01K-VW2형이 장비되어 있었다(Z 건담 문서를 참조). Mk-II가 최초로 장비한 00형의 시작 1호기 자체는 우주세기 0087년 5월에 자브로 기지 강하 작전에 처음으로 투입되었다. 대기권 돌입, 공중 이동뿐만 아니라 서핑과 같은 수상 이동에도 효과를 발휘했지만, 연전 끝에 상실되었다.
작품 내에서의 활약
극장판 《기동전사 Z 건담 A New Translation》에서는 2기가 존재한다. 앞서 설명한 개발 경위를 거치지 않고, 연방군으로부터 탈취했다는 설정으로 되어 있다.
《기동전사 건담 ZZ》에서는 네오지온의 지구 강하 작전을 제지하기 위해 엘 비안노가 탑승하는 건담 Mk-II가 장비하여, 전투 후에 대기권 돌입을 하고 있다. 지구 강하 이후에는 사용되지 않는다.
잡지 《건담 매거진》 No.2 게재의 이와타 카즈히사의 만화 《기동전사 Z 건담 우주를 넘는 자》에서는 릭 디아스 改가 대기권 돌입 시에 장비하는 모습을 볼 수 있지만, 직후의 티탄즈와의 전투 시에는 장비하지 않은 것으로 되어 있으며, 릭 디아스는 전투로 인해 기체가 손상된 후 콕피트 부분만 대기권에 돌입하고 있다.

### G디펜서
본기와 합체해 Mk-II 디펜서 (슈퍼 건담)가 된다.

### 풀 아머 건담 Mk-II
《Z-MSV》에 등장한다. 메카닉 디자인은 후지타 카즈미로, 마찬가지로 Z가 디자인에 만화 《프라모 쿄시로》에 등장한 HCM 퍼펙트 건담과 동일하다(단, 본체는 퍼스트 건담).
애너하임 일렉트로닉스사가 모빌 슈트(MS)의 자세제 강화 파츠 개발 계획의 일환으로서 G디펜서, D디펜서와 함께 개발한 장비이다. 장갑에 건다리움 합금을 사용하지 않아 방어력의 취약성이 지적됐던 건담 Mk-II에 건다리움 합금제의 추가 장갑인 FXA-03을 장착해 화력과 장갑을 강화하는 안이다. 스러스터 증설에 의한 추력 향상이 중량 증가를 커버할 수 있을 정도는 아니어서, 일찍부터 기동성의 저하를 지적받고 있었다. 결국, G디펜서에 의한 강화안(슈퍼 건담)이 채택되어 본기의 플랜은 실현되지 않았다.

#### 아머드 건담 Mk-II
잡지 《전격 하비 매거진》 2002년 7월호의 특집 〈티탄즈 MS의 계보〉에 등장한다. RX-178 건담 Mk-II의 강화 플랜으로서 처음에는 티탄즈에 의해 고안되었다.
에우고에 의한 RX-178용 풀 아머화 플랜과는 다르게 〈티탄즈용 풀 아머 건담〉이라고 칭해지며, FSWS계획의 흐름을 계승해, 종전 후에 계획을 재개시킨 것으로 되어 있다. 화력 강화안 등은 FA-78-1에 거의 준하고 있는 것이 특징이다. 장갑은 동체를 중심으로 한 부분에 초밤 아머를 장비하고 있을 뿐, 어느 쪽이라도 움직임의 용이성과 화력을 중시하고 있다. 하지만, 에우고에 의한 RX-178 강탈 사건을 전후해 계획은 좌절되고 실현으로 옮겨지지는 않았다.

## 소설판 건담 Mk-II (엡시 건담)
소설판 건담 Mk-II (엡시 건담)은 소설에서는 건담 Mk-II의 역할을 맡아, 토미노 요시유키의 초안 단계에서는 애니메이션판 건담 Mk-II의 경작기로서 그 건담과의 중간에 상당하는 기체이며, 또 애니메이션판의 본기에는 기획 단계에서 델타 건담이라는 이명이 주어지고 있는, 매우 복잡한 존재가 되고 있다.
소설판 건담 Mk-II는 토미노 요시유키가 집필한 원작 소설인 코단샤의 《기동전사 Z 건담》 제1권의 표지에 그려진 것이며, 나가노 마모루에 의해 디자인되었다. 머리 밖에 그려져 있지 않지만 RX-78 계열의 2개의 "∧"자형 인테이크가 없는 등, 애니메이션판의 Mk-II와는 큰 폭으로 디자인이 다르다. 또한, 컬러링도 모든 면이 회색으로 되어 있다.
이 디자인은 본래 "엡시 건담"이라는 명칭의 모빌 슈트(MS)의 것이었다. 기획 단계에서는 샤아가 가져온 기술로 개발된 것으로 건담 Mk-II와 Z 건담 사이를 메워줄 존재로 등장할 예정이었지만, 나가노가 도중에 애니메이션 제작 현상을 떠나기 되었기 때문에, 애니메이션에서 이러한 역할은 "릭 디아스"와 "백식"이 담당하게 되었다.
처음에는 소설 표지의 머리 부분 밖에 발표되지 않았지만, 이후에 모형잡지 《모델 그래픽스》 1986년 3월호의 별책 〈건담 워즈 프로젝트 제타〉의 작례로 입체화될 때 전신의 러프 화고가 공개되어 메카닉 디자이너인 나가노 마모루에 의해 배경 설정이 새롭게 만들어졌다.

## 베리에이션

### 건담 Mk-II 시작 0호기 (프로토타입 건담 Mk-II)
게임 《기동전사 건담 기렌의 야망 지온의 계보》 등에 등장한다.
건담 Mk-II의 선행형으로 비용을 고려하지 않고 개발된 기체이기 때문에 건담 Mk-II보다 고성능이지만, 조종성이나 정비성에 큰 문제를 안고 있으며, 가동시간도 지극히 짧다. 이러한 취급의 어려움 때문에 보통의 파일럿으로는 제대로 컨트롤할 수 없으며, 파일럿으로 무라사메 연구소의 강화인간인 프로토 제로가 선택되었다. 또한, 장갑과 프레임이 취약하다는 과제는 건담 Mk-II까지 미뤄졌다. 제조 비용은 페가수스급 전함 수척에 필적한다고 알려져 있지만 존재 자체를 의문시하는 의견도 있고, 데이터 상으로만 존재하는 가공의 기체라고 하는 설도 있다. 머리의 뿔(센서)와 실드가 건담 시작 1호기의 것과 닮았기 때문에 애너하임 일렉트로닉스사의 관여가 의심된다. 외장은 짐 쿠엘과 같은 형상의 부품이 부분적으로 사용되고 있다.
게임 중에서는 건담 Mk-II의 개발과 무관하게, 특수한 조건으로 개발이 제안되는 숨겨진 기체로 취급되고 있기 때문에, 공식적인 Mk-II의 개발에 즈음해 본 기체를 개발할 필요는 없다.

### 건담 Mk-II B
만화 《기동전사 건담 지온의 재흥》에 등장(형식 번호: RX-178B)한다.
건담 Mk-II의 육전형이다. 육상 전투에서는 불필요한 스러스터가 제거되었다. 주요 지휘관이나 에이스 파일럿에게 지급되었다. PC 게임 《기동전사 건담 어드밴스드 오퍼레이션》에서는 우주세기 0089년에 지구연방군의 파일럿인 게리 중위의 탑승기로 등장한다.

### 건담 Mk-II (메가라니카 소속기)
각본 및 만화 《기동전사 건담 UC 사자의 귀환》에 등장한다.
사이드 3에 숨겨져 있는 메가라니카가 소유하고 있는 기체이며, 버나지 링크스가 탑승한다. 우주세기 0096년 12월 8일에 버나지의 귀환을 확인하려고 리젤에 탑승했다가 영주 침범을 거쳐 찾아온 리디 마세나스 앞에 나타난다. 오른쪽 어깨부터 말단까지 도벤 울프 계열의 것으로 변경되어 빔 매그넘에 대응하고 있다. 또한, 컬러링에 대해서는, 코미컬라이즈를 담당한 타마코시 히로유키가 유니콘 컬러의 이미지라고 자신의 트위터에서 언급하고 있다.
덧붙여, 타마코시는 본기의 디자인에 대해서, 당초에는 괴물 같은 느낌을 주고 싶어서 크샤트리아의 장갑이 없는 오른팔을 장착해 보았지만, 건담 같은 느낌이 나지 않았기 때문에 그만 두고, 본편의 것으로 변경한 것 외에, 기체의 출처에 대해서는 새로 만든 것이 아니라 사이드 3에 남아 있던 기체를 운용하는 것 같다라고 자신의 트위터에서 밝히고 있다.

### 무사 건담 Mk-II
《SD 전국전》 시리즈와는 별도로, 우주세기의 세계관 상에서 전개된 잡지 〈코믹 봉봉〉의 오리지널 스토리인 〈프로젝트 무사〉에 등장(1989년 6월호에 게재)한다.
목성의 우주 해적 소탕을 목적으로 시동을 건 연방군의 〈프로젝트 무사〉 기체군의 하나이다. 그 이름에서 알 수 있듯이 구세기의 일본의 갑옷 무사를 본뜬 모습이다. 머리 부분에 전자기장을 발생시키는 뿔이 2개가 탑재되어 실체검인 "코테츠"을 장비하고 있다.

### 건담 Mk-II×II (스퀘어)
만화 《기동전사 Z 건담 Define》에 등장한다.
야잔 게이블의 마라사이와의 전투에서 대파된 건담 Mk-II를 대폭 개수한 고기동형이다. 어깨, 리어 아머, 다리 부분에 스러스터가 증설 및 변경되었다. 기체명의 "스퀘어"는 "제곱"을 의미하지만, 원형기의 표기를 근거로 "II×II"로 표기된다.
에마 신이 이어서 탑승해, 티탄즈에 의한 달에 콜로니 떨구기 직후에 야잔대와 교전한다. 1 대 3이면서도 강화된 기동력으로 적을 농락하고, 야잔기의 왼팔을 파괴해 설욕한다.

## 같이 보기
- 기동전사 Z 건담
- 건담 시리즈의 병기 목록
- 우주세기의 기동병기 목록
- 바잠 (다만, 관계성의 첫 시작은 콘도 카즈히사의 코믹판의 독자적인 요소였다. 자세한 내용은 해당 항목 참조)
- 빌드 건담 Mk-II – (건담 빌드 파이터즈에 등장하는 건프라, 〈1/144 HGUC 건담 Mk-II〉를 개조한 것)

## 주해
1. ↑  서적 매체 등에서는 에우고가 3기를 강탈했다는 취지의 표현으로 기록되기도 하지만,[1] 에우고가 강탈한 것은 2기만으로 이들은 곧 티탄즈로 인도되고 있어 강탈은 실패하고 있다. 최종적으로 에우고가 3기나 입수할 수 있었던 것은 티탄즈 내부의 배신에 의한 것이고, 에우고가 강탈한 것은 아니다.
2. ↑  방송 전년의 모형 전시회에서도 신상품인 Z 건담을 어필하기 위해 이 준비 화고를 베이스로 한 풀스크래치 모델이 참고 출품이라는 형태로 전시되었다.
3. ↑  후지타가 본기의 디자인에 참가한 단계에서 오오카와라도 나가노도 이미 현장을 떠나 있었기 때문에, 그들이 그린 그림이 남아 있을 뿐인 상태에서의 협의 등은 할 수 없어서, 그 아이디어 등은 살릴 수 없었다고 한다
4. ↑  《건담 MS 그래피카》의 스펙표(영어)에서는 "TITANIUM ALLOY CERAMIC COMPOSITE (LUNA TITANIUM ALLOY)"라고 표기되어 있다.
5. ↑  프로토타입 사이코 건담 개발용으로 별도 제작되어, 무라사메 연구소에 제공된 기체의 존재도 일부 자료에서 볼 수 있다.[12]
6. ↑  《기동무투전 G 건담》〈프롤로그・I 탄생편〉 (1994년 4월 1일에 방송)에서 마이클 토미오카가 읽은 것으로 밝혀졌다.
7. ↑  순수한 연방계 기술만으로 만들어졌다고 하는 자료도 있다.[15] 한편, 구 지온계의 기술이 많이 도입되고 있다고 하는 자료도 있다.[9]
8. ↑  다만, 구조재에 건다리움 γ가 사용되지 않았기 때문에 엄밀한 의미에서 제2세대 MS가 아니라 제1세대로부터 제2세대로 넘어가는 과도기에 있는 기체 또는 제1.5세대 MS라고 할 수 있다.
9. ↑  잡지 기획 《Advance of Z 시간에 저항하는 자》에서는 바잠의 해설로서 "그리프스의 주력기 개발 계획"이라고 하는 구절이 있지만, 본기와의 관계는 언급되어 있지 않다.
10. ↑  이것은 RX-78-2 건담에 행해진 마그넷 코팅 시의 설정이 계승되었기 때문이라고 한다.
11. ↑  TV판이다. 극장판에서는 프랭클린이 빼앗은 릭 디아스와의 교전으로 파괴된 것으로 되어 있다.
12. ↑  무장에 대해서도 데이터 뱅크 내에 존재한 것을 모두 재현하고, 심지어 새로운 추가 옵션까지도 개발해 운용되었다.[20]
13. ↑  "BAUWA"라고 표기하는 자료도 있다.[25]
14. 1 2 3 4 5 6 7 8 9 10 11 12 13 14 15  설정화로부터.[28]
15. ↑  현실의 시계열에서는 본기의 것이 첫 등장이지만, 후발의 OVA 《기동전사 건담 0083 스타더스트 메모리》에서는 우주세기 0083년에 개발된 건담 시작 1호기가 채택되고 있다.
16. ↑  하이픈을 생략한 예도 볼 수 있다.[31]
17. ↑  아무로 레이를 연기한 성우 후루야 토오루는 티탄즈 컬러의 본기를 마음에 드는 MS로 꼽고 있다.
18. ↑  팔 부분은 에마 사망 전과 달리 왼쪽 팔이 있고, 오른쪽 팔은 어깨부터 아래가 떨어져 있다.
19. ↑  "원작"이면서도 실제 발표 시기는 애니메이션 방영 시작보다 뒤로 밀려났기 때문에 토미노는 스스로를 "꼴불견"이라고 말하고 있다.
20. ↑  "앱시"란 건다리움 합금 γ(감마)의 개량 합금인 "건다리움 ε(엡실론)"을 사용한 건담이라는 것을 의미한다.
21. ↑  이들은 건담 개발 계획이 은폐되지 않았다는 if의 역사에 근거한 게임 오리지널 설정이다.

## 참고 문헌
- 무크
  - 《코믹 봉봉 긴급 증간 기동전사 Z 건담을 10배 즐기는 책》. 코단샤. 1985년 5월 30일.
  - 《지·애니메이션 특별 편집 기동전사 Z 건담》. 킨다이에이가샤. 1985년 8월 25일.
  - 《뉴타입 100% 컬렉션 기동전사 Z 건담 메카니컬편 1》. 카도카와 쇼텐. 1985년 10월 31일.

- 분책 백과
  - 《주간 건담 팩트 파일》. 데아고스티니 재팬. 2005년 5월 31일.
  - 《주간 건담 모빌 슈트 바이블》. 데아고스티니 재팬. 2019년 5월 7일.

- 건담 프라모델 부속 조립 설명서
  - 《1/144 RX-178 건담 Mk-II》, 반다이, 1985년 4월
  - 《1/100 MG RX-178 건담 Mk-II Ver.2.0》, 반다이, 2005년 10월
  - 《1/144 RG RX-178 건담 Mk-II (티탄즈 사양)》, 반다이, 2012년 4월
  - 《1/144 HGUC (리바이브) RX-178 건담 Mk-II (에우고 사양)》, 반다이, 2015년 11월

- 웹 사이트
  - “A.O.Z Re-Boot Vol.92”. 《전격 하비웹》. 카도카와 쇼텐. 2024년 6월 7일에 확인함.